# Maladera immunda
Maladera immunda är en skalbaggsart som beskrevs av Ahrens 2004. Maladera immunda ingår i släktet Maladera och familjen Melolonthidae. Inga underarter finns listade i Catalogue of Life.